# Fathom (Album)
Fathom (englisch für ergründen oder ausloten) ist ein Musikalbum von John Butcher, Pat Thomas, Dominic Lash, Steve Noble. Die am 20. Oktober 2021 im Cafe Oto, London, entstandenen Aufnahmen erschienen am 15. September 2023 auf 577 Records.

## Hintergrund
Fathom ist eine spontane Kreation des Saxophonisten John Butcher, des Pianisten Pat Thomas, des Bassisten Dominic Lash und des Schlagzeugers Steve Noble.

## Titelliste
- John Butcher / Pat Thomas / Dominic Lash / Steve Noble: Fathom (577 Records 5914)[1]

1. Fathom part 1 7:01
2. Fathom part 2 14:01
3. Fathom part 3 16:56

Die Kompositionen stammen von John Butcher, Pat Thomas, Dominic Lash und Steve Noble.

## Rezeption
Diese Übung in freier und struktureller Improvisation konzentriere sich auf flatternde Ausbrüche und Staccato-Passagen, schrieb Mike Borella (Avant Music News), eine schroffe Start-/Stopp-Mischung, die niemals stillstehe. Das Quartett würde in drei langen Titeln die Vorstellung des Hörers von kreativem Jazz herausstellen. Zu den Höhepunkten gehörten Butchers luftiges Saxophonspiel, gepaart mit Thomas’ klassisch angehauchten Klavierlinien. Dies geschehe in Duo-Form oder begleitet von der düsteren Coll’arco-Spiel von Dominic Lash und der spitzen Perkussion Steve Nobles. Tatsächlich würde Butchers Einsatz erweiterter Mundstücktechniken eine so große Bandbreite an ungewöhnlichen Klängen erzeugen, dass es schwerfalle, Fathom nicht als erfrischendes Hörerlebnis zu empfinden.